# لالکی
لالکی (به انگلیسی: Lalke) یک شهر در پاکستان است که در پنجاب واقع شده‌است. لالکی ۲۵ کیلومتر مربع مساحت دارد ۲۱۰ متر بالاتر از سطح دریا واقع شده‌است.